# Naturschutzgebiet Wilhelmshöhe
Das Naturschutzgebiet Wilhelmshöhe ist ein 9 ha großes Naturschutzgebiet (NSG) nördlich von Grevenbrück bzw. westlich von Trockenbrück in der Stadt Lennestadt. Das Gebiet wurde 1981, 1985 und 2003 von der Bezirksregierung Arnsberg als NSG ausgewiesen. 2006 wurde es mit dem Landschaftsplan Elsper Senke – Lennebergland. Nr. 2 durch den Kreis Olpe erneut als NSG ausgewiesen. Das NSG ist eine von zehn Teilflächen des Fauna-Flora-Habitat-Gebietes Kalkbuchenwälder, Kalkhalbtrockenrasen und -felsen südlich Finnentrop (DE-4813-301).
Im Osten grenzt das NSG direkt an die Bebauung von Trockenbrück. Im Süden grenzt direkt die B 55 an. Im Westen grenzt direkt der Steinbruch Grevenbrück der Grevenbrücker Kalkwerke an.

## Beschreibung
Beim NSG handelt es sich um steile, südexponierte Hangbereiche mit denen die Sporker Hochfläche ins Lennetal abfällt. Im Hang des NSG befinden sich kleine ehemalige Steinbrüche. Im NSG gibt es ein Mosaik aus wärmeliebenden Wald- und Gebüschgesellschaften mit darin eingelagerten, verbuschten Kalkmagerrasen, Magerwiesen und -weiden und natürliche Kalkfelsen. Beim Wald handelt es sich um einen Labkraut-Eichen-Hainbuchenwald.
Die verbuschten Kalkmagerrasen sollen laut Landschaftsplan von Gehölzaufwuchs befreit werden. Die Kalkmagerrasen sollen regelmäßig durch eine Schafherde beweidet werden. Es soll keine Koppelhaltung und keinen Nachtpferch im NSG geben. In über 120-jährigen Laubholzbeständen sollen je Hektar bis zu zehn starke Altbäume, insbesondere Horst- und Höhlenbäume, bestimmt werden und als Alt- oder Totholz für die Zerfallsphase in den Beständen belassen werden.

## Fauna
Im NSG kommt die Haselmaus vor.

## Schutzzweck
Das NSG soll überregional bedeutsame Lebensräume und Lebensstätten seltener und gefährdeter sowie landschaftsraumtypischer Tier- und Pflanzenarten schützen. Wie bei allen Naturschutzgebieten in Deutschland wurde in der Schutzausweisung darauf hingewiesen, dass das Gebiet „wegen der Seltenheit, besonderen Eigenart und Schönheit des Gebietes“ zum Naturschutzgebiet erklärt wurde.